# Biathlon ai X Giochi olimpici invernali - Staffetta 4x7,5 km maschile
La staffetta 4x7,5 km del biathlon ai X Giochi olimpici invernali, si svolse il giorno 15 febbraio 1968 ad Autrans.

## Classifica Finale
| Pos.    | Nazione          | Atleti                | Tempi Individuali | Penalità | Tempo Totale |
| ------- | ---------------- | --------------------- | ----------------- | -------- | ------------ |
| Oro     | Unione Sovietica | Aleksandr Tikhonov    | 33'28"9           | 1        | 2:13'02"4    |
| Oro     | Unione Sovietica | Nikolay Puzanov       | 34'07"2           | 1        | 2:13'02"4    |
| Oro     | Unione Sovietica | Viktor Mamatov        | 32'53"2           | 0        | 2:13'02"4    |
| Oro     | Unione Sovietica | Vladimir Gundartsev   | 32'33"1           | 0        | 2:13'02"4    |
| Argento | Norvegia         | Ola Wærhaug           | 35'12"1           | 1        | 2:14'50"2    |
| Argento | Norvegia         | Olav Jordet           | 34'06"8           | 2        | 2:14'50"2    |
| Argento | Norvegia         | Magnar Solberg        | 32'26"4           | 0        | 2:14'50"2    |
| Argento | Norvegia         | Jon Istad             | 33'04"9           | 2        | 2:14'50"2    |
| Bronzo  | Svezia           | Lars-Göran Arwidson   | 34'13"3           | 0        | 2:17'26"3    |
| Bronzo  | Svezia           | Tore Eriksson         | 35'03"8           | 0        | 2:17'26"3    |
| Bronzo  | Svezia           | Olle Petrusson        | 35'00"0           | 0        | 2:17'26"3    |
| Bronzo  | Svezia           | Holmfrid Olsson       | 33'09"2           | 0        | 2:17'26"3    |
| 4       | Polonia          | Józef Różak           | 36'46"3           | 2        | 2:20'19"6    |
| 4       | Polonia          | Andrzej Fiedor        | 36'40"6           | 1        | 2:20'19"6    |
| 4       | Polonia          | Stanisław Łukaszczyk  | 34'01"9           | 1        | 2:20'19"6    |
| 4       | Polonia          | Stanisław Szczepaniak | 32'50"8           | 0        | 2:20'19"6    |
| 5       | Finlandia        | Juhani Suutarinen     | 38'05"0           | 3        | 2:20'41"8    |
| 5       | Finlandia        | Heikki Flöjt          | 35'57"3           | 1        | 2:20'41"8    |
| 5       | Finlandia        | Kalevi Vähäkylä       | 32'52"3           | 0        | 2:20'41"8    |
| 5       | Finlandia        | Arve Kinnari          | 33'47"2           | 1        | 2:20'41"8    |
| 6       | Germania Est     | Heinz Kluge           | 36'48"1           | 1        | 2:21'54"5    |
| 6       | Germania Est     | Hans-Gert Jahn        | 36'22"5           | 1        | 2:21'54"5    |
| 6       | Germania Est     | Horst Koschka         | 35'22"7           | 0        | 2:21'54"5    |
| 6       | Germania Est     | Dieter Speer          | 33'21"2           | 2        | 2:21'54"5    |
| 7       | Romania          | Gheorghe Cimpoia      | 36'54"2           | 0        | 2:25'39"8    |
| 7       | Romania          | Constantin Carabela   | 34'54"7           | 0        | 2:25'39"8    |
| 7       | Romania          | Nicolae Bărbăşescu    | 38'50"3           | 4        | 2:25'39"8    |
| 7       | Romania          | Vilmoş Gheorghe       | 35'00"6           | 0        | 2:25'39"8    |
| 8       | Stati Uniti      | Ralph Wakley          | 36'11"6           | 2        | 2:28'35"5    |
| 8       | Stati Uniti      | Edward Williams       | 38'33"2           | 4        | 2:28'35"5    |
| 8       | Stati Uniti      | Bill Spencer          | 37'49"2           | 1        | 2:28'35"5    |
| 8       | Stati Uniti      | John Ehrensbeck       | 36'01"5           | 1        | 2:28'35"5    |
| 9       | Germania Ovest   | Herbert Hindelang     | 40'11"4           | 2        | 2:29'56"6    |
| 9       | Germania Ovest   | Theo Merkel           | 35'38"9           | 0        | 2:29'56"6    |
| 9       | Germania Ovest   | Xaver Kraus           | 37'03"6           | 2        | 2:29'56"6    |
| 9       | Germania Ovest   | Gerhard Gehring       | 37'02"7           | 2        | 2:29'56"6    |
| 10      | Francia          | Daniel Claudon        | 37'15"2           | 2        | 2:31'12"9    |
| 10      | Francia          | Serge Legrand         | 38'52"1           | 3        | 2:31'12"9    |
| 10      | Francia          | Aimé Gruet-Masson     | 38'43"7           | 3        | 2:31'12"9    |
| 10      | Francia          | Jean-Claude Viry      | 36'21"9           | 2        | 2:31'12"9    |
| 11      | Austria          | Paul Ernst            | 37'46"2           | 1        | 2:33'47"1    |
| 11      | Austria          | Adolf Scherwitzl      | 37'20"0           | 0        | 2:33'47"1    |
| 11      | Austria          | Horst Schneider       | 38'04"0           | 1        | 2:33'47"1    |
| 11      | Austria          | Franz Vetter          | 40'36"9           | 8        | 2:33'47"1    |
| 12      | Gran Bretagna    | Marcus Halliday       | 37'43"6           | 1        | 2:34'40"9    |
| 12      | Gran Bretagna    | Alan Notley           | 39'17"2           | 2        | 2:34'40"9    |
| 12      | Gran Bretagna    | Peter Tancock         | 40'20"8           | 5        | 2:34'40"9    |
| 12      | Gran Bretagna    | Frederick Andrew      | 37'19"3           | 1        | 2:34'40"9    |
| 13      | Giappone         | Isao Ono              | 38'42"3           | 2        | 2:35'21"0    |
| 13      | Giappone         | Miki Shibuya          | 39'07"5           | 0        | 2:35'21"0    |
| 13      | Giappone         | Shozo Okuyama         | 39'05"1           | 5        | 2:35'21"0    |
| 13      | Giappone         | Hajime Yoshimura      | 38'26"1           | 2        | 2:35'21"0    |
| -       | Canada           | George Ede            | Ritirata          | Ritirata | Ritirata     |
| -       | Canada           | Knowles McGill        | Ritirata          | Ritirata | Ritirata     |
| -       | Canada           | George Rattai         | Ritirata          | Ritirata | Ritirata     |
| -       | Canada           | Esko Karu             | Ritirata          | Ritirata | Ritirata     |

### Prima frazione
| Pos. | Nazione          | Atleta              | Tempo   | Errori |
| ---- | ---------------- | ------------------- | ------- | ------ |
| 1    | Unione Sovietica | Aleksandr Tikhonov  | 33'28"9 | 1      |
| 2    | Svezia           | Lars-Göran Arwidson | 34'13"3 | 0      |
| 3    | Norvegia         | Ola Wærhaug         | 35'12"1 | 1      |
| 4    | Stati Uniti      | Ralph Wakley        | 36'11"6 | 2      |
| 5    | Polonia          | Józef Różak         | 36'46"3 | 2      |
| 6    | Germania Est     | Heinz Kluge         | 36'48"1 | 1      |
| 7    | Romania          | Gheorghe Cimpoia    | 36'54"2 | 0      |
| 8    | Francia          | Daniel Claudon      | 37'15"2 | 2      |
| 9    | Gran Bretagna    | Marcus Halliday     | 37'43"6 | 1      |
| 10   | Austria          | Paul Ernst          | 37'46"2 | 1      |
| 11   | Finlandia        | Juhani Suutarinen   | 38'05"0 | 3      |
| 12   | Giappone         | Isao Ono            | 38'42"3 | 2      |
| 13   | Germania Ovest   | Herbert Hindelang   | 40'11"4 | 2      |

### Seconda frazione
| Pos. | Nazione          | Atleta              | Tempo   | Errori | Totale    |
| ---- | ---------------- | ------------------- | ------- | ------ | --------- |
| 1    | Unione Sovietica | Nikolay Puzanov     | 34'07"2 | 1      | 1:07'36"1 |
| 2    | Svezia           | Tore Eriksson       | 35'03"8 | 0      | 1:09'17"1 |
| 3    | Norvegia         | Olav Jordet         | 34'06"8 | 2      | 1:09'18"9 |
| 4    | Romania          | Constantin Carabela | 34'54"7 | 0      | 1:11'48"9 |
| 5    | Germania Est     | Hans-Gert Jahn      | 36'22"5 | 1      | 1:13'10"6 |
| 6    | Polonia          | Andrzej Fiedor      | 36'40"6 | 1      | 1:13'26"9 |
| 7    | Finlandia        | Heikki Flöjt        | 35'57"3 | 1      | 1:14'02"3 |
| 8    | Stati Uniti      | Edward Williams     | 38'33"2 | 4      | 1:14'44"8 |
| 9    | Austria          | Adolf Scherwitzl    | 37'20"0 | 0      | 1:15'06"2 |
| 10   | Germania Ovest   | Theo Merkel         | 35'38"9 | 0      | 1:15'50"3 |
| 11   | Francia          | Serge Legrand       | 38'52"1 | 3      | 1:16'07"3 |
| 12   | Gran Bretagna    | Alan Notley         | 39'17"2 | 2      | 1:17'00"8 |
| 13   | Giappone         | Miki Shibuya        | 39'07"5 | 0      | 1:17'49"8 |

### Terza frazione
| Pos. | Nazione          | Atleta               | Tempo   | Errori | Totale    |
| ---- | ---------------- | -------------------- | ------- | ------ | --------- |
| 1    | Unione Sovietica | Viktor Mamatov       | 32'53"2 | 0      | 1:40'29"3 |
| 2    | Norvegia         | Magnar Solberg       | 32'26"4 | 0      | 1:41'45"3 |
| 3    | Svezia           | Olle Petrusson       | 35'00"0 | 0      | 1:44'17"1 |
| 4    | Finlandia        | Kalevi Vähäkylä      | 32'52"3 | 0      | 1:46'54"6 |
| 5    | Polonia          | Stanisław Łukaszczyk | 34'01"9 | 1      | 1:47'28"8 |
| 6    | Germania Est     | Horst Koschka        | 35'22"7 | 0      | 1:48'33"3 |
| 7    | Romania          | Nicolae Bărbăşescu   | 38'50"3 | 4      | 1:50'39"2 |
| 8    | Stati Uniti      | Bill Spencer         | 37'49"2 | 1      | 1:52'34"0 |
| 9    | Germania Ovest   | Xaver Kraus          | 37'03"6 | 2      | 1:52'53"9 |
| 10   | Austria          | Horst Schneider      | 38'04"0 | 1      | 1:53'10"2 |
| 11   | Francia          | Aimé Gruet-Masson    | 38'43"7 | 3      | 1:54'51"0 |
| 12   | Giappone         | Shozo Okuyama        | 39'05"1 | 5      | 1:56'54"9 |
| 13   | Gran Bretagna    | Peter Tancock        | 40'20"8 | 5      | 1:57'21"6 |

### Quarta frazione
| Pos. | Nazione          | Atleta                | Tempo   | Errori | Totale    |
| ---- | ---------------- | --------------------- | ------- | ------ | --------- |
| 1    | Unione Sovietica | Vladimir Gundartsev   | 32'33"1 | 0      | 2:13'02"4 |
| 2    | Norvegia         | Jon Istad             | 33'04"9 | 2      | 2:14'50"2 |
| 3    | Svezia           | Holmfrid Olsson       | 33'09"2 | 0      | 2:17'26"3 |
| 4    | Polonia          | Stanisław Szczepaniak | 32'50"8 | 0      | 2:20'19"6 |
| 5    | Finlandia        | Arve Kinnari          | 33'47"2 | 1      | 2:20'41"8 |
| 6    | Germania Est     | Dieter Speer          | 33'21"2 | 2      | 2:21'54"5 |
| 7    | Romania          | Vilmoş Gheorghe       | 35'00"6 | 0      | 2:25'39"8 |
| 8    | Stati Uniti      | John Ehrensbeck       | 36'01"5 | 1      | 2:28'35"5 |
| 9    | Germania Ovest   | Gerhard Gehring       | 37'02"7 | 2      | 2:29'56"6 |
| 10   | Francia          | Jean-Claude Viry      | 36'21"9 | 2      | 2:31'12"9 |
| 11   | Austria          | Franz Vetter          | 40'36"9 | 8      | 2:33'47"1 |
| 12   | Gran Bretagna    | Frederick Andrew      | 37'19"3 | 1      | 2:34'40"9 |
| 13   | Giappone         | Hajime Yoshimura      | 38'26"1 | 2      | 2:35'21"0 |